# Борисовский сельский округ (Московская область)
Борисовский сельский округ — упразднённая административно-территориальная единица, существовавшая на территории Можайского района Московской области в 1994—2006 годах.
Борисовский сельсовет был образован в 1923 году Борисовской волости Можайского уезда Московской губернии из части упразднённого Заруцкого с/с.
В 1927 году Борисовский с/с был упразднён, а его территория разделена на Заруцкий, Митяевский и Смолинский с/с.
В 1926 году Борисовский с/с включал деревни Бараново, Борисово (она же Зарецкая слобода), Митяево, Семенково и Смоленская Слобода.
В 1929 году Борисовский сельсовет был восстановлен в составе Можайского района Московского округа Московской области, путём объединения Заруцкого, Лыткинского и Смолинского с/с.
5 апреля 1936 года к Борисовскому с/с были присоединены селения Дыткино, Денежниково и Пятково упразднённого Колычевского с/с, а также селения Бугайлово и Коровино упразднённого Коровинского с/с.
7 августа 1958 года к Борисовскому с/с был присоединён Андреевский с/с.
22 апреля 1960 года из Юрловского с/с в Борисовский были переданы селения Заево, Кулаково, Курково, Ратово, Сухинино и Цыплино.
1 февраля 1963 года Можайский район был упразднён и Борисовский с/с вошёл в Можайский сельский район. 11 января 1965 года Борисовский с/с был возвращён в восстановленный Можайский район.
4 апреля 1973 года из Ямского с/с в Борисовский было передано селение Язёво.
6 марта 1975 года в Борисовском с/с были упразднены селения Кулаково и Купрево.
3 февраля 1994 года Борисовский с/с был преобразован в Борисовский сельский округ.
В ходе муниципальной реформы 2004—2005 годов Борисовский сельский округ прекратил своё существование как муниципальная единица. При этом все его населённые пункты были переданы в сельское поселение Борисовское.
29 ноября 2006 года Борисовский сельский округ исключён из учётных данных административно-территориальных и территориальных единиц Московской области.